# كريس كوتش
كريس كوتش (بالإنجليزية: Chris Couch)‏ هو لاعب غولف أمريكي، ولد في 1 مايو 1973 في فورت لودرديل في الولايات المتحدة.

## وصلات خارجية
- كريس كوتش على موقع رابطة لاعبي الغولف المحترفين (الإنجليزية)
- كريس كوتش على موقع التصنيف العالمي الرسمي للغولف (الإنجليزية)